# Mały Nierodzim
Mały Nierodzim – jezioro w woj. zachodniopomorskim, w powiecie wałeckim, w gminie Mirosławiec, leżące na terenie Pojezierza Wałeckiego.

## Dane morfometryczne
Powierzchnia zwierciadła wody według różnych źródeł wynosi od 4,5 ha do 8,6 ha (lustra wody i ogólna).
Zwierciadło wody położone jest na wysokości 120,3 m n.p.m.

## Hydronimia
Dane z państwowego rejestru nazw geograficznych podają Mały Nierodzim jako urzędową nazwę tego jeziora. Według spisu opracowanego przez Komisję Nazw Miejscowości i Obiektów Fizjograficznych (KNMiOF) nazwa tego jeziora to Nieradzino Małe. W różnych publikacjach i na mapach topograficznych jezioro to występuje pod też pod nazwą Nieradzino Małe.
Dane z państwowego rejestru nazw geograficznych podają Nieradzino Małe oboczną nazwę tego jeziora.